# Владимир Матијевић (фудбалер)
Владимир Дада Матијевић (Мостар, 2. јануар 1957—Мостар, 8. јул 2015) био је југословенски фудбалер, који је читаву каријеру провео у Вележу из Мостара.

## Каријера
Целу каријеру провео је у дресу Вележа из Мостара, у периоду од 1974. до 1987. године. Са Вележом је освојио два Купа Југославије у сезонама 1980/81. и 1985/86., као и Балкански куп 1981. године.  Одиграо је 271 прволигашку утакмицу и постигао 29 голова, укупно 304 званичне утакмице уз 39 голова. Капитенску траку Вележа из Мостара носио је 50 пута.
За фудбалску репрезентацију Југославије наступио је на три сусрета, дебитовао је 30. марта 1980. године против репрезентације Румуније у Београду, а последњи меч одиграо је 12. септембра 1984. године против селекције Шкотске у Глазгову.